# La Petite Roque (téléfilm)
Pour les articles homonymes, voir La Petite Roque (homonymie).
 (mars 2010).
Si vous disposez d'ouvrages ou d'articles de référence ou si vous connaissez des sites web de qualité traitant du thème abordé ici, merci de compléter l'article en donnant les références utiles à sa vérifiabilité et en les liant à la section « Notes et références ».

La Petite Roque est un téléfilm de Claude Santelli sorti en 1986 adapté de la nouvelle de Maupassant, La Petite Roque.

## Résumé
Le film commence par la tournée du facteur Médéric, le long de la rivière. Il trouve des objets près de la rivière. Il découvre ensuite le corps d’une fillette, le visage recouvert d’un mouchoir, il recouvre son sexe et constate la mort. Médéric arrive à la maison du Maire, Renardet, informe la maisonnée et donne les objets trouvés. Le maire nomme la petite Roque, fait appeler le garde champêtre, médecin, gendarme et boit son café avant de partir. Le médecin et le maire arrivent auprès du corps, après les premières constatations, on échange les conjectures. 
La mère Roque arrive, crie sa douleur et demande la restitution des sabots de sa fille pour se consoler. Arrivées des gendarmes et du juge, cousin du maire, qui ordonne le transfert du corps chez le maire. Ce dernier invite tout le monde au déjeuner. Devant la maison Renardet, un enfant et une servante soulèvent le drap pour regarder le corps. Au cours du repas, on amène Maxime (domestique de Renardet) qu’on accuse du crime. Renardet le disculpe. Après le départ de tous, Maxime interroge son maître sur les raisons de son mensonge. En le disculpant, Renardet se disculpe également : « Et puis, tomber sur une pauvre gosse, c’est pas notre genre, ni à toi, ni à moi ». 
Le lendemain, il est réveillé par les sabots agités par le juge : ils ont été déposés devant la maison de la mère, signe que le coupable peut s’attendrir. Or, ce ne peut pas être un rôdeur puisqu’il était présent lors de la découverte du corps et pour entendre alors la mère Roque demander qu’on lui donne les sabots de sa fille. Renardet, en se rasant, passe en revue les habitants, à commencer par lui. Il évoque certains traits brutaux de son caractère. 
Le temps passe et les investigations continuent tout l’été, puis arrêt de la procédure. L’automne arrive. La futaie est désertée par les habitants ; Maxime et Rosalie (domestiques de Renardet) y voient celui-ci dans la futaie, rejoint par Médéric. 
La scène suivante nous montre Renardet annonçant à Séverine (gouvernante de Renardet), au coin du feu, l’abattage des arbres de la rivière, tant aimés de sa femme, décédé six mois auparavant. Nous avons ensuite le premier flash-back : Dans sa chambre, Renardet pense à la mort. Dans le miroir, il revoit le rituel devant le corps de sa femme et les paroles du curé. La nuit passe et le lendemain, les bucherons abattent les arbres en compagnie de Médéric et de Maxime. Le maire présent est averti du danger : le juge arrive. Renardet reste sous l’arbre qui tombe. Jeté au sol par Maxime, il échappe à l’accident et tente d’expliquer son comportement. Après ça, Renardet est dans sa chambre, il sort le dé de la petite Roque et un révolver. On comprend alors qu’il est le coupable. Il se donne jusqu’au diner, puis renonce à se donner la mort. Par la fenêtre, il voit le spectre de Louise (la petite Roque), qui semble l’attirer. 
Vient ensuite le 2e flash-back. Rosalie vient coucher au matin avec son maître, mais Séverine survient, la chasse et sermonne Renardet. Après ce flash-back, Renardet  prend son révolver, mais le repose, il s’éponge le front. Dans le miroir, il revoit Louise qui se baigne. Enfin arrive le 3e flash-back, Renardet passe à travers le miroir : il souffre de la chaleur, veut se rafraichir, il surprend alors une fillette nue dans la rivière, attend qu’elle sorte, puis la viole. L’enfant crie. Pour la faire taire, il l’étrangle, puis recouvre son visage d’un mouchoir et emporte ses vêtements.
Le temps a passé, à une fête au bord de la rivière, on applaudit le maire. Le juge dit qu’une enquête n’est jamais close, « on disserte des criminels habiles et peut-être malheureux ». La séquence qui suit se déroule dans la chambre de Renardet. Pour en finir avec les hantises, il commence à écrire une lettre au juge : il est incapable de se donner la mort. Il voit alors la petite Roque en apparition, qui coud, surement, son linceul. Il déchire sa lettre et en réécrit une autre, déclenchant ainsi un processus inéluctable qui doit le conduire à la mort. Il révèle son acte au juge, lui demandant de détruire la lettre, dès le suicide accompli. Au matin, il la dépose dans la boite aux lettres. Il reprend goût à la vie à la lumière des souvenirs heureux. Il court rejoindre le facteur devant la boite aux lettres. Mais Médéric refuse de la lui rendre puisqu’elle est adressée au juge. Renardet retourne chez lui, prend son révolver et sort. On entend le coup de révolver à la fin du plan. Renardet est mort au pied de l’arbre, lieu de son forfait.

## Comparaison entre la nouvelle et le téléfilm
Voici l'analyse des scènes supprimées, ajoutées ou modifiées entre l'œuvre de Maupassant et son adaptation cinématographique : 
- Suppressions : le moment où Renardet ne tente pas vraiment de se tirer un coup de révolver, il se contente de prendre l’arme et de la reposer, l’échéance est repoussée à la scène finale. Un peu avant, la nouvelle évoquait durant deux pages le parcours de Renardet, de sa maison vers le lieu du crime ainsi que le moment où l'on décrit des mouches volant au-dessus du corps nu de la jeune fille, sûrement supprimé par pudeur de la part du réalisateur.
- Ajouts : la séquence de la fête au bord de la rivière. Toute la scène, qui dure au moins trois minutes, est un ajout important, d’une part, elle n’a aucun lien avec le reste de l’histoire de la nouvelle et est comme « étrangère » au film. Et puis d’autre part, elle permet de comprendre que Renardet n’a absolument rien perdu de sa popularité de Maire, mais que son combat est uniquement intérieur.
- Autres modifications : le passage de l'abattage des arbres a été profondément modifié. On y trouve des personnages bien connus tels que Maxime, qui sauvera son maître, ou encore Médéric, le facteur, et le juge qui survient avant la chute de l'arbre. Tout le monde est là pour assister au premier faux pas du Maire, un spectacle offert à tout son désarroi.

De même, dans la nouvelle, les apparitions de la jeune fille assassinée se font de plus en plus fréquentes et obsessionnelles après le retour en arrière sur le crime. Cependant, elles permettent d'expliquer, par ce retour sur les faits et la progression de l'enquête et se justifie ainsi, le désir de Renardet de se donner la mort lors de l'abattage des arbres. La scène finale est fortement modifiée : Renardet, après de nombreux remords et l'incapacité de reprendre la lettre qu'il avait écrite précédemment au juge dénonçant sa culpabilité, décide alors de se suicider devant Médéric dans la nouvelle. Le suicide de la tour du Renard fut échangé contre l'utilisation d'un révolver.
On observe donc environ quatorze ajouts. Certaines modifications sont évidemment dues à la difficulté de trouver des équivalents cinématographiques. Le réalisateur respecte l'organisation générale du récit de Maupassant. La plupart des éléments importants du récit se retrouvent quasiment à la même place dans le film.

### Les personnages
On remarque une évolution des personnages entre la nouvelle et le téléfilm. Renardet est le Maire du village de Carvelin dans l'original comme dans l'adaptation. Il est bien-aimé dans le pays et est décrit comme violent dans la nouvelle. Ces arguments seront repris dans le film, par sa popularité à la fête près de la rivière ainsi que par des remarques telles que « je l’aurais tué ».  Il est sensible à la chaleur et a des tendances aux hallucinations.
La Petite Roque, Louise, est définie comme une adolescente dans le film, alors qu’elle est définie comme une jeune fille d’une douzaine d’années dans la nouvelle. Maxime est le valet de ferme de Renardet dans le film, alors qu’il est le garde champêtre dans la nouvelle. Ce dernier est reconnu dans le film grâce à son chapeau et son uniforme bleu en tant qu’un autre personnage. Le Juge d’instruction, le facteur, la mère Roque et le docteur ont le même statut dans le film et dans la nouvelle. Séverine, la gouvernante de Renardet apparaît dans le film, alors qu’elle n’est pas indiquée dans la nouvelle. Elle apparaît lors des différentes scènes rajoutées, dont lors d’un flash back.
Ainsi, la plupart ont gardé un statut identique de la nouvelle au film, sauf peut-être sur les plans familiaux comme le juge d’instruction, cousin de Renardet dans le film. Le personnage du Maire est complexe et assez semblable dans les deux supports.

## Fiche technique
- Titre : La Petite Roque
- Réalisateur : Claude Santelli
- Scénariste : Claude Santelli
- Musique : Jean-Marie Senia
- Directeur de la photographie : Roger Dorieux
- Producteurs : Hamster Films et TF1
- 1re diffusion : 21 mai 1986, sur TF1
- Durée : 56 minutes

## Distribution
- Bernard Fresson: Renardet
- Sophie de La Rochefoucauld: la petite Roque
- André Weber: le facteur
- Jean-Luc Porraz: le juge d'instruction
- Marie Mergey: la mère Roque
- Catherine Alcover: Séverine
- Thierry Catz: Maxime
- Philippe Desboeuf: Le curé